# 이여진
이여진(중국어: 李汝珍, 병음: lǐ rǔ zhēn 리루첸[*], 1763년경 ~ 1830년)은 중국 청나라 때의 문인이다. 자는 송석(松石), 호는 송석도인(松石道人). 북경 출신으로 일종의 판타지 소설집인 《경화연》이 대표작이다. 그 외에도 중국어 음운론을 연구한 《이씨음감》(李氏音鑑), 바둑 기보인 《수자보》(受子譜) 등을 남겼다.